# Беретсвиль
Беретсвиль (нем. Bäretswil) — коммуна  в кантоне Цюрих Швейцарии.
Входит в состав округа Хинвиль.
Население составляет 4439 человек (на 31 декабря 2007 года). Официальный код — 0111.
Беретсвиль впервые упоминается в 741 году как Берофовиларе. В 745 году он упоминался как Перольфесвилари
Площадь Беретсвиля составляет 22,2 км2 (8,6 кв. миль). Из этой площади 51,5% используется в сельскохозяйственных целях, 39,1% покрыто лесами. Из остальной территории 8,2% занимают здания или дороги, а остальная часть (1,2%) реки, ледники или горы.

## Фотографии

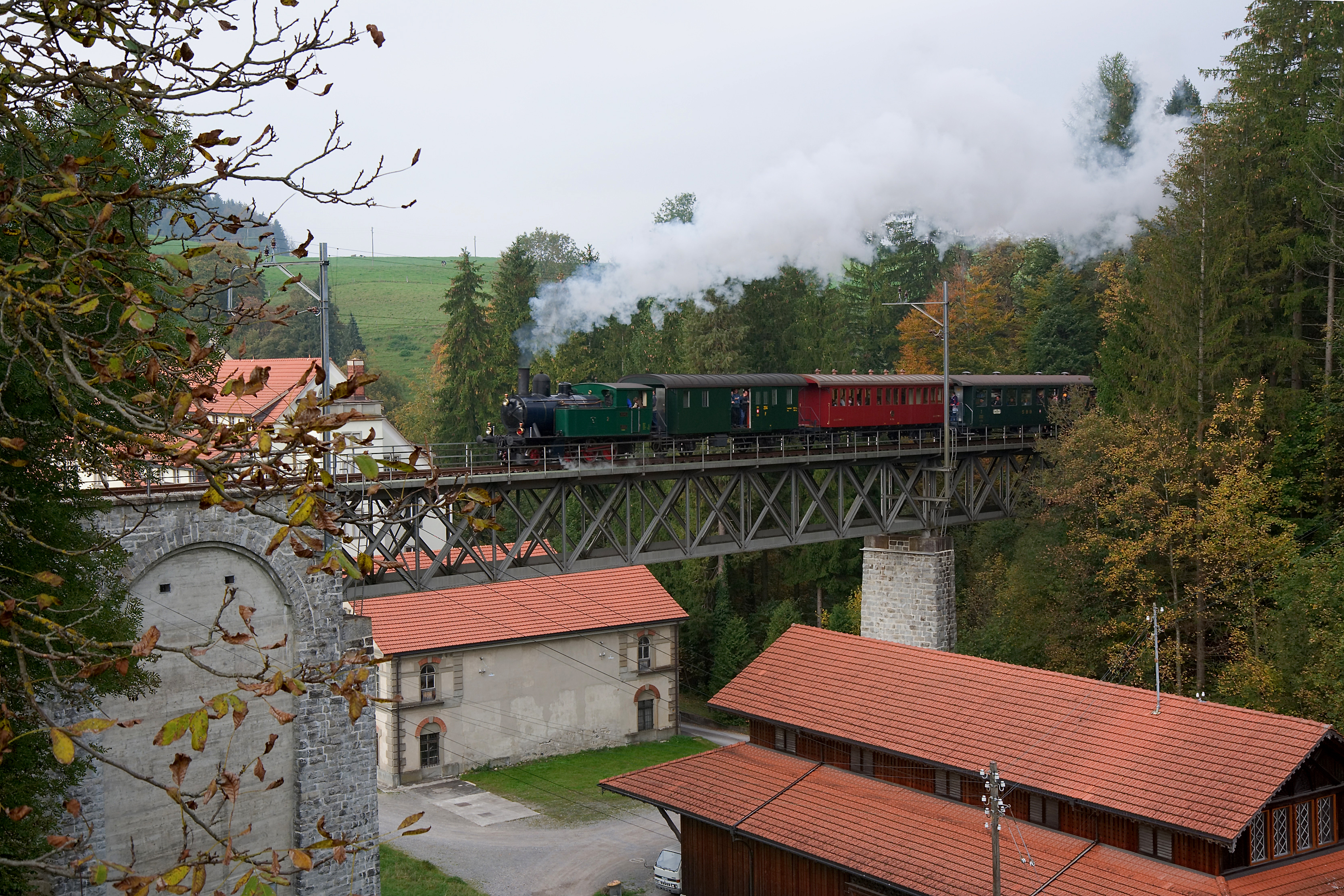
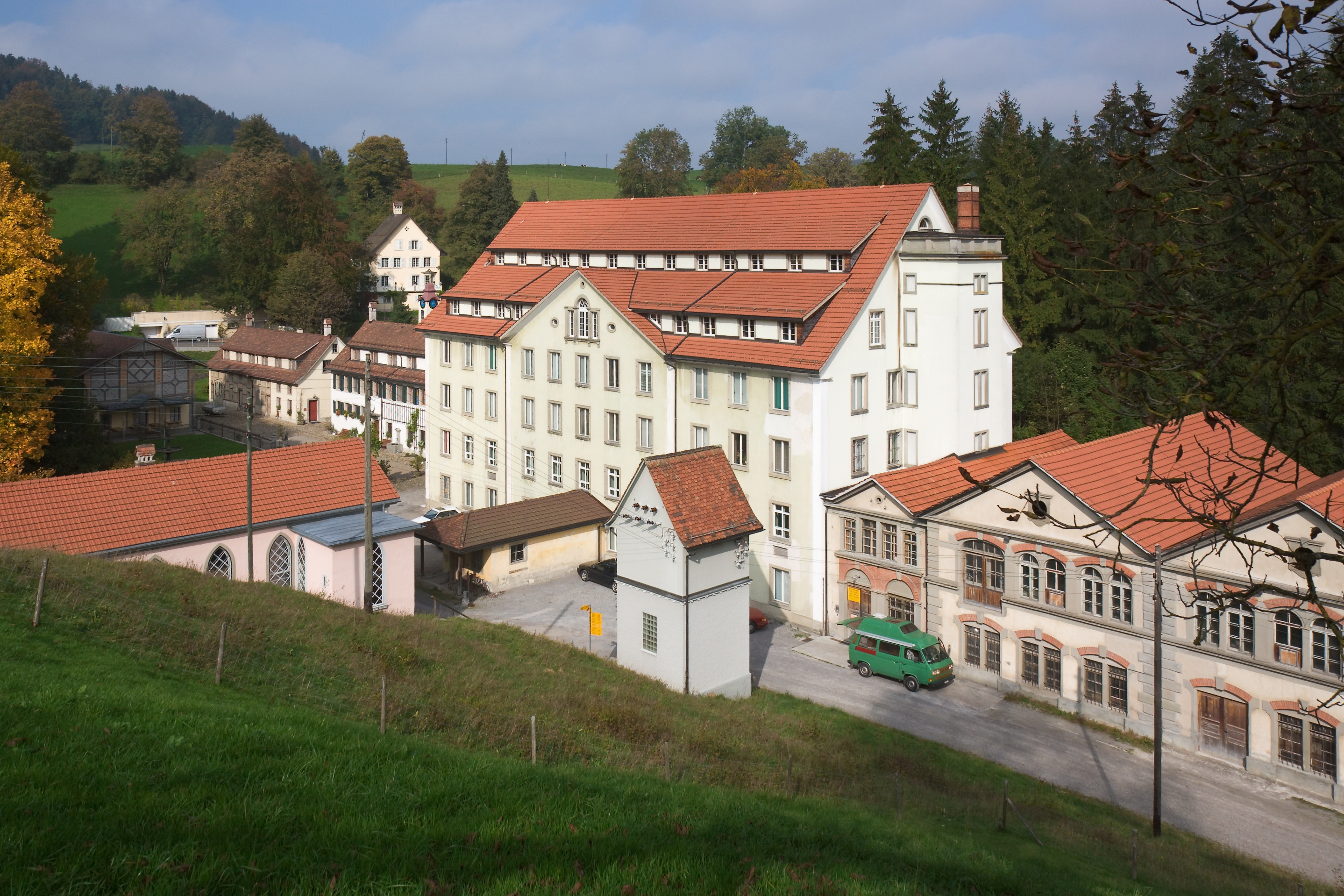
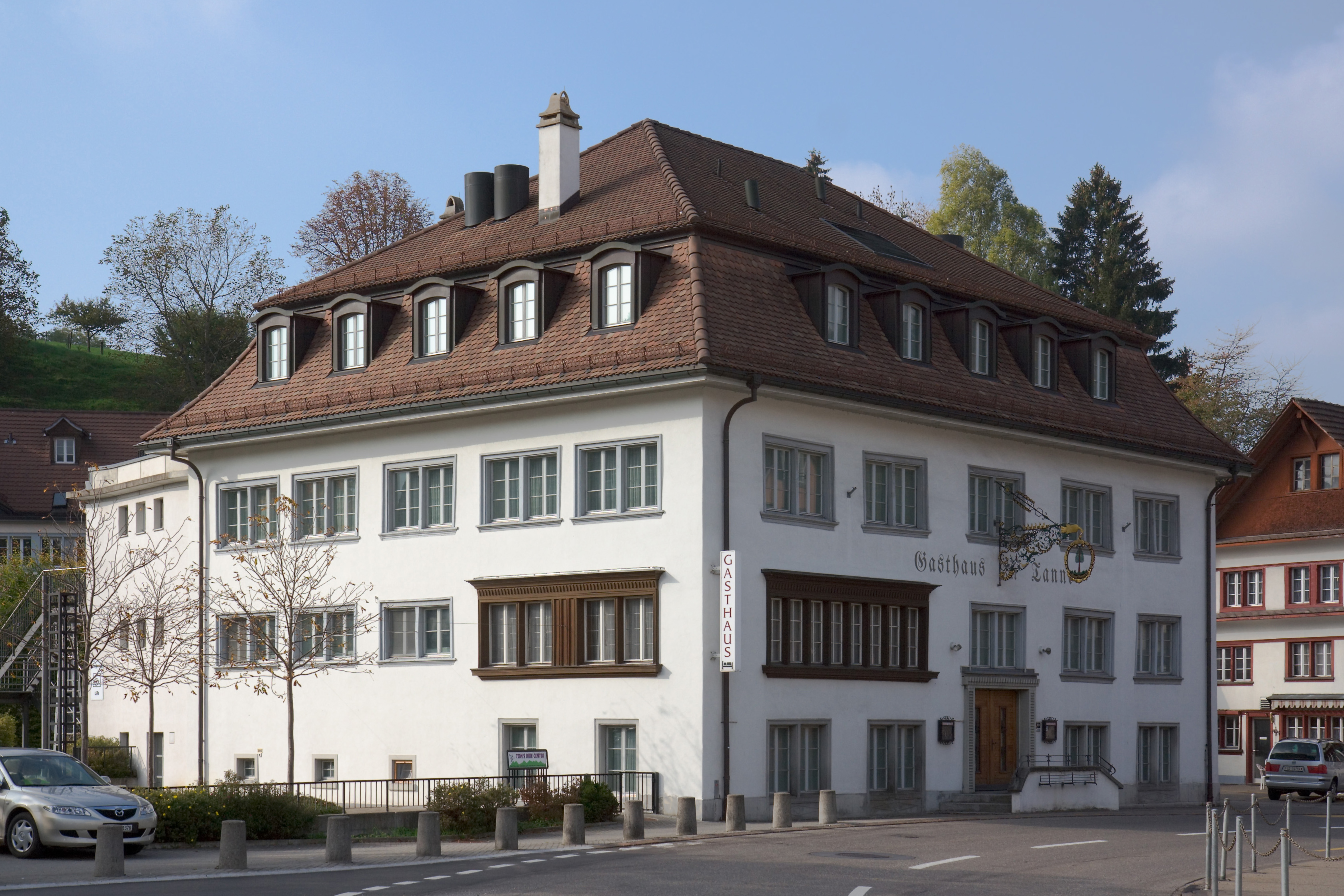